# Discografie van Cher Lloyd
De discografie van de Britse zangeres Cher Lloyd omvat twee studioalbum, vier singles - waaronder een als meewerkende artiest - en vijf albums.
Cher verkreeg bekendheid in 2010 wanneer ze meedeed in het zevende seizoen van de tv-serie The X Factor, waar ze als vierde eindigde. Kort daarna werd ze gecontracteerd door Simon Cowell bij Syco Music, de dochteronderneming van Sony Records. Haar debuutsingle Swagger Jagger werd uitgebracht in juni 2011. Swagger Jagger kwam binnen op nummer 1 in de UK Singles Chart en op nummer 2 in de Irish Singles Chart. Haar tweede single, With Ur Love, werd uitgebracht op 31 oktober, in samenwerking met Mike Posner, en bereikte de vierde plaats in het Verenigd Koninkrijk en de vijfde in Ierland. Haar debuutalbum, Sticks + Stones, reikte nummer 4 in de UK Albums Chart en nummer 7 in de Irish Albums Chart. Want U Back, in samenwerking met de Amerikaanse rapper Astro, werd uitgebracht als derde single van het album op 13 februari 2012.

## Albums

### Studioalbums
| Titel           | Details                                                                              | Hoogste positie | Hoogste positie | Hoogste positie | Hoogste positie | Hoogste positie | Hoogste positie | Hoogste positie | Hoogste positie | Certificeringen        |
| Titel           | Details                                                                              | UK              | AUS             | CAN             | IRE             | JPN             | NZ              | SCO             | US              | Certificeringen        |
| --------------- | ------------------------------------------------------------------------------------ | --------------- | --------------- | --------------- | --------------- | --------------- | --------------- | --------------- | --------------- | ---------------------- |
| Sticks + Stones | - Uitgebracht: 7 november 2011 - Label: Syco Music, Epic - Formaat: cd, lp, download | 4               | 30              | 11              | 7               | 44              | 31              | 2               | 9               | - UK: Goud - IRE: Goud |
| Sorry I'm Late  | - Uitgebracht: 27 mei 2014 - Label: Epic - Formaat: cd, digitale download            | 21              | 23              | 16              | 58              | 83              | 26              | 24              | 12              |                        |

## Singles

### Als leadzangeres
| Titel                                                                          | Jaar | Hoogste positie | Hoogste positie | Hoogste positie | Hoogste positie | Hoogste positie | Hoogste positie | Hoogste positie | Hoogste positie | Hoogste positie | Hoogste positie | Hoogste positie | Certificeringen                                                          | Album           |
| Titel                                                                          | Jaar | UK              | AUS             | BEL             | CAN             | IRE             | JPN             | NL              | NZ              | SCO             | US              | US Pop          | Certificeringen                                                          | Album           |
| ------------------------------------------------------------------------------ | ---- | --------------- | --------------- | --------------- | --------------- | --------------- | --------------- | --------------- | --------------- | --------------- | --------------- | --------------- | ------------------------------------------------------------------------ | --------------- |
| "Swagger Jagger"                                                               | 2011 | 1               | —               | 43              | —               | 2               | 5               | 60              | —               | 1               | —               | —               | - UK: Zilver                                                             | Sticks + Stones |
| "With Ur Love" (featuring Mike Posner)                                         | 2011 | 4               | 43              | 61              | —               | 5               | 68              | 37              | 16              | 3               | 101             | 27              | - AUS: Goud - NZ: Goud - UK: Zilver                                      | Sticks + Stones |
| "Want U Back"                                                                  | 2012 | 25              | 36              | 46              | 11              | 18              | 33              | 21              | 3               | 23              | 12              | 9               | - AUS: Platina - NZ: Platina - US: 2× Platina - CAN: Platina - JPN: Goud | Sticks + Stones |
| "Oath" (featuring Becky G)                                                     | 2012 | —               | 58              | —               | 58              | —               | —               | —               | 13              | —               | 73              | 30              | - NZ: Goud - US: Goud                                                    | Sticks + Stones |
| "I Wish" (featuring T.I.)                                                      | 2013 | —               | 40              | 53              | —               | —               | —               | —               | 16              | —               | 117             | —               |                                                                          | Sorry I'm Late  |
| "Sirens"                                                                       | 2014 | —               | —               | —               | —               | —               | —               | —               | —               | —               | —               | —               |                                                                          | Sorry I'm Late  |
| "—" geeft aan dat het album de hitlijsten niet haalde, of niet uitgebracht is. |      |                 |                 |                 |                 |                 |                 |                 |                 |                 |                 |                 |                                                                          |                 |

### Als meewerkende artiest
| Titel                                                   | Jaar | Hoogste positie | Hoogste positie | Hoogste positie | Hoogste positie | Hoogste positie | Hoogste positie | Hoogste positie | Album |
| Titel                                                   | Jaar | UK              | AUS             | GER             | IRE             | SCO             | NZ              | US              | Album |
| ------------------------------------------------------- | ---- | --------------- | --------------- | --------------- | --------------- | --------------- | --------------- | --------------- | ----- |
| "Heroes" (met de finalisten van The X Factor seizoen 7) | 2010 | 1               | —               | —               | 1               | 1               | —               | —               | -     |
| "Rum and Raybans" (Sean Kingston featuring Cher Lloyd)  | 2012 | —               | —               | 99              | —               | —               | —               | —               | -     |
| "Really Don't Care" (Demi Lovato featuring Cher Lloyd)  | 2014 | 141             | 81              | —               | —               | —               | 36              | 98              | Demi  |

## Muziekvideo's

### Als leadzangeres
| Titel                      | Jaar | Artiest                                                   | Director                   |
| -------------------------- | ---- | --------------------------------------------------------- | -------------------------- |
| "Swagger Jagger"           | 2011 | Cher Lloyd                                                | Barney Steel + Mike Sharpe |
| "With Ur Love"             | 2011 | Cher Lloyd (featuring Mike Posner)                        | Barney Steel + Mike Sharpe |
| "Dub on the Track"         | 2011 | Cher Lloyd (featuring Mic Righteous, Dot Rotten & Ghetts) | Paris Zarcilla             |
| "Want U Back"              | 2012 | Cher Lloyd (featuring Astro)                              | Parris                     |
| "Want U Back" (US versie)  | 2012 | Cher Lloyd                                                | Ciarra Pardo               |
| "Oath"                     | 2012 | Cher Lloyd (featuring Becky G)                            | Hannah Lux Davis           |
| "With Ur Love" (US versie) | 2013 | Cher Lloyd                                                | Hannah Lux Davis           |
| "It's All Good"            | 2013 | Cher Lloyd (featuring Ne-Yo)                              | Vitaliy Kuzmenko           |
| "I Wish"                   | 2013 | Cher Lloyd (featuring T.I.)                               | Gil Green                  |
| "Sirens"                   | 2014 | Cher Lloyd                                                | Darren Craig               |